# برانسویک، ویکتوریا
برانسویک (به انگلیسی: Brunswick) یک منطقهٔ مسکونی در استرالیا است که در ملبورن واقع شده‌است.

## نگارخانه

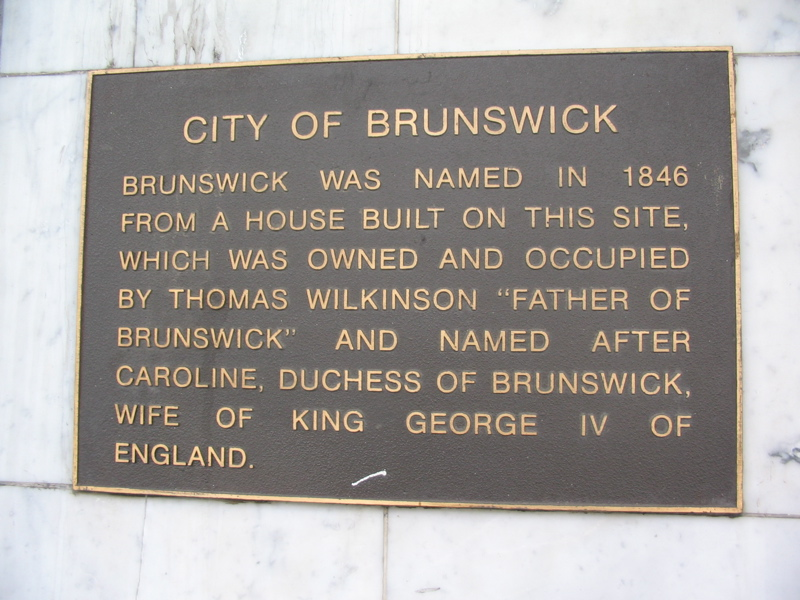
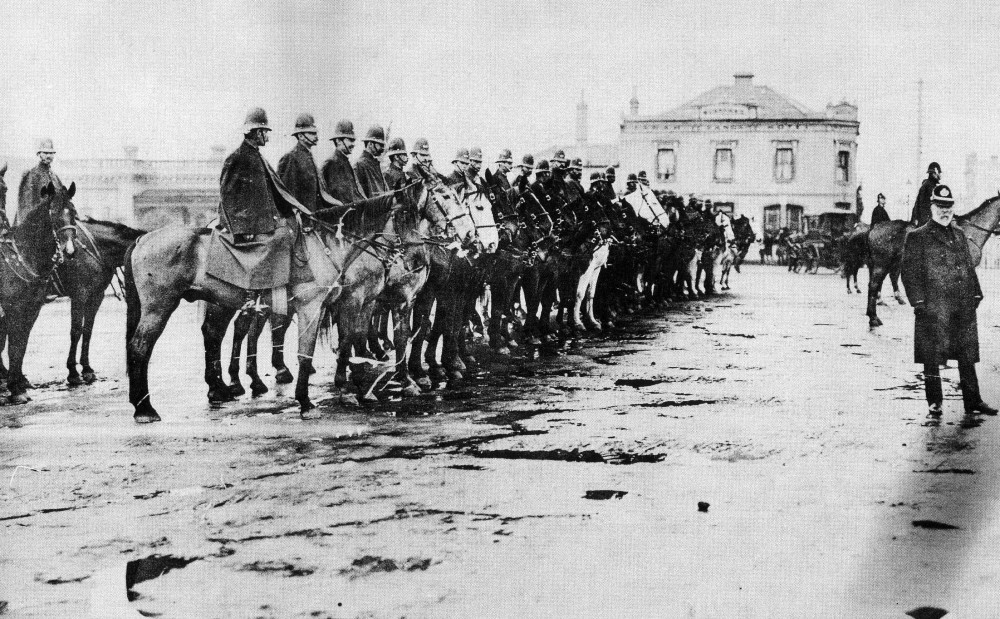
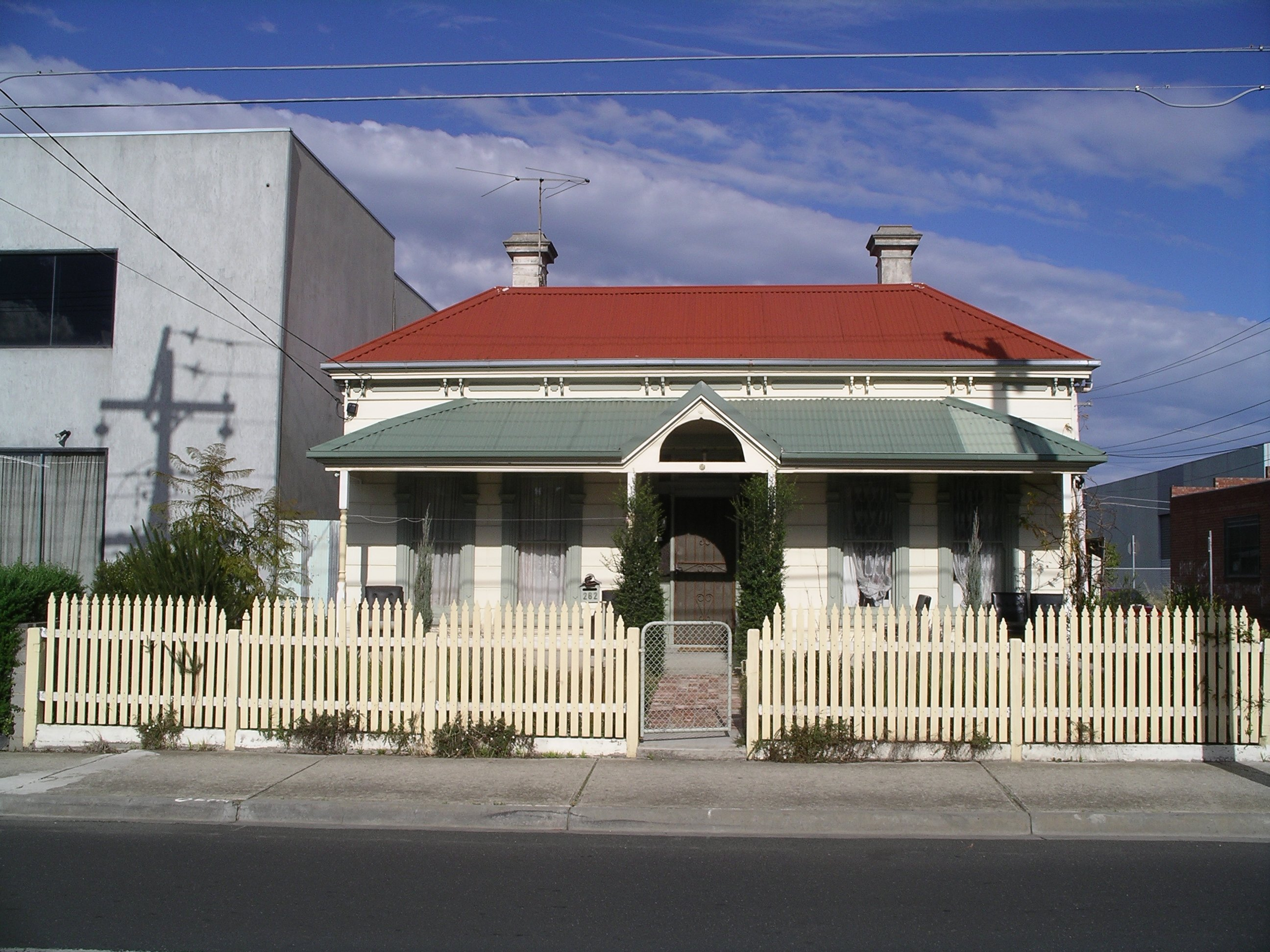
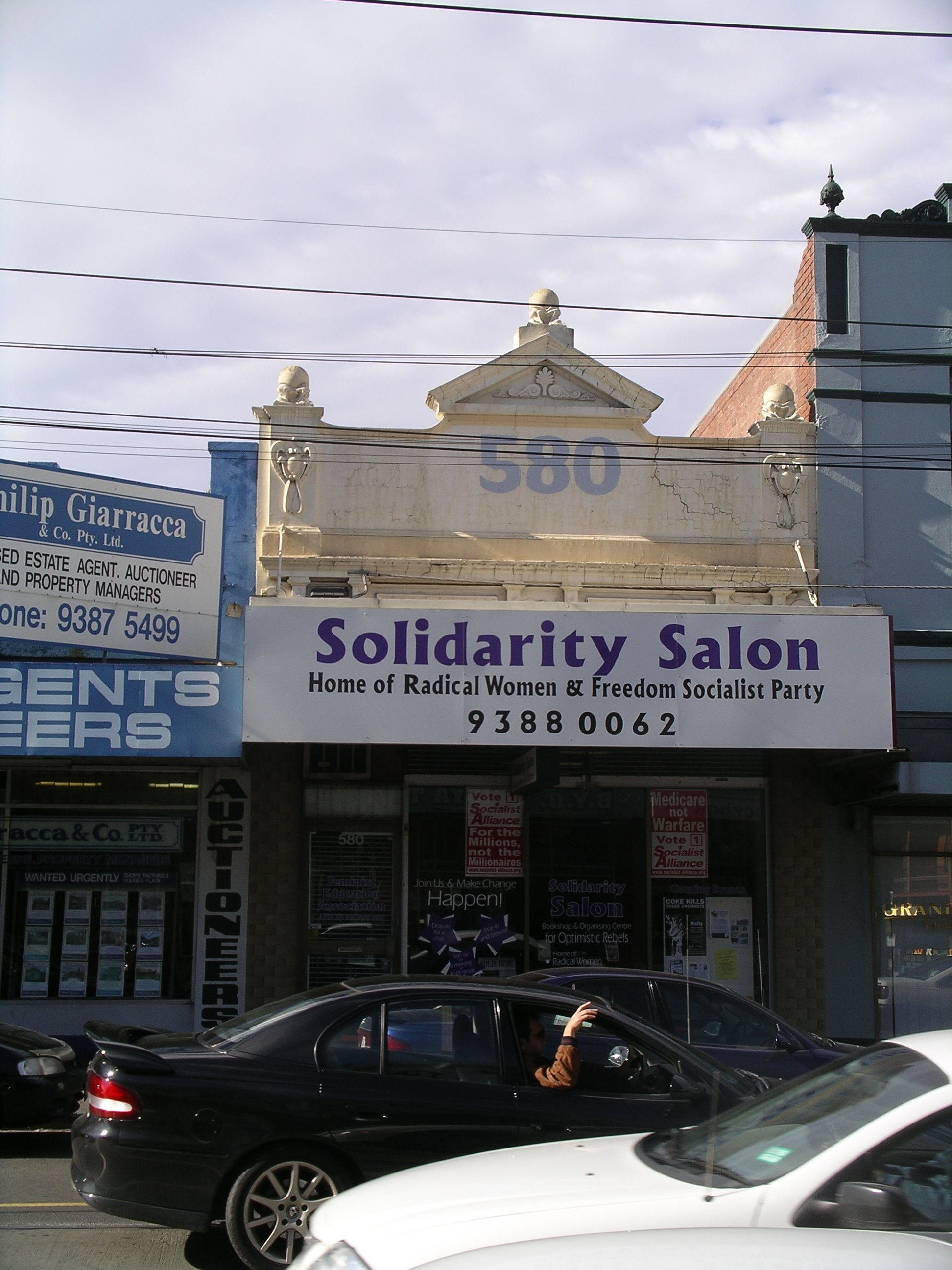
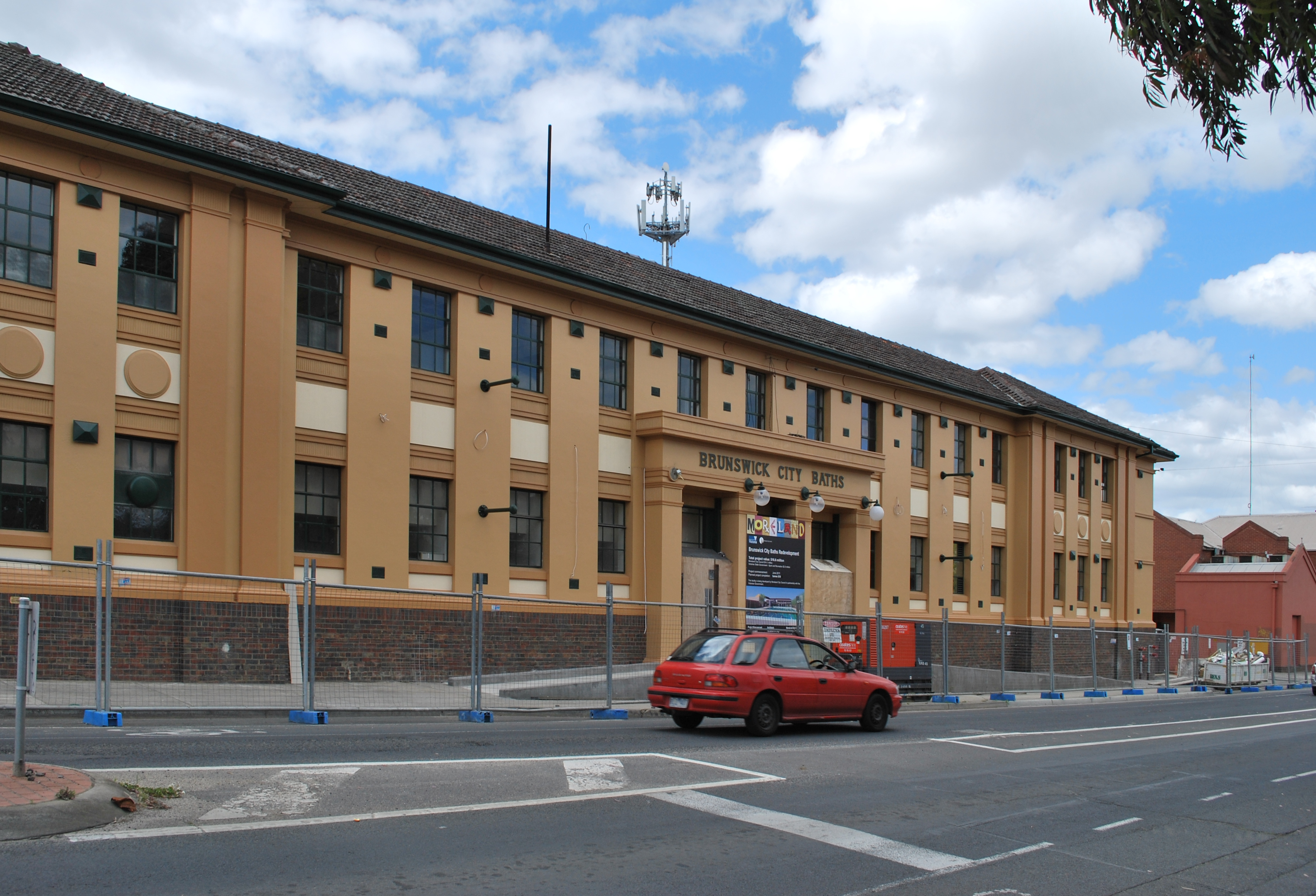
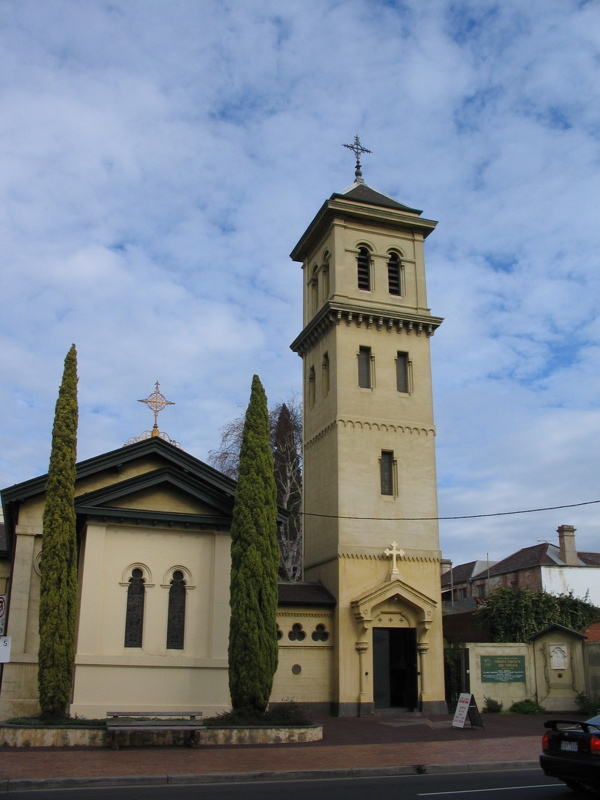